# Klosterkirche Verchen

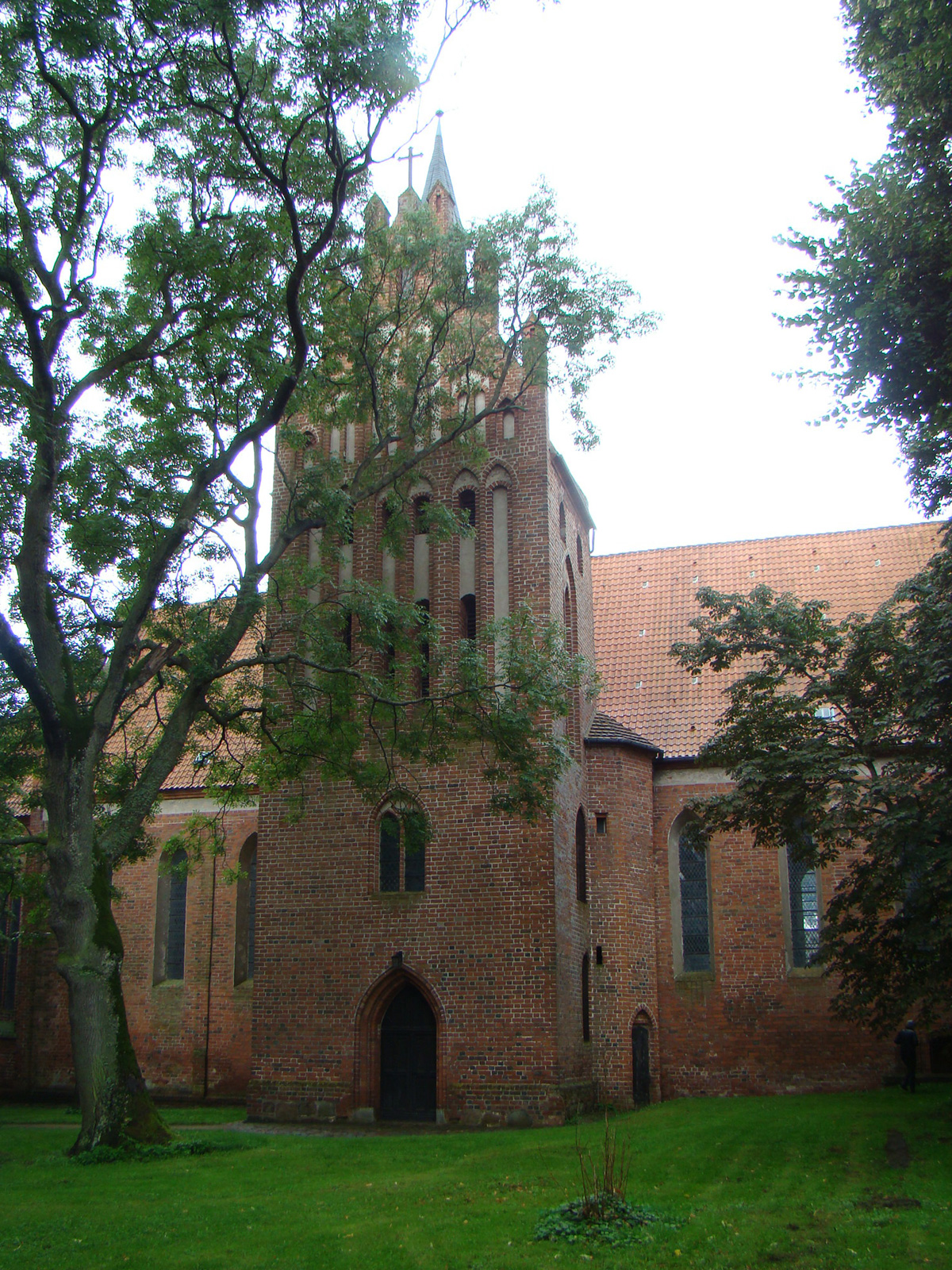
Klosterkirche in Verchen

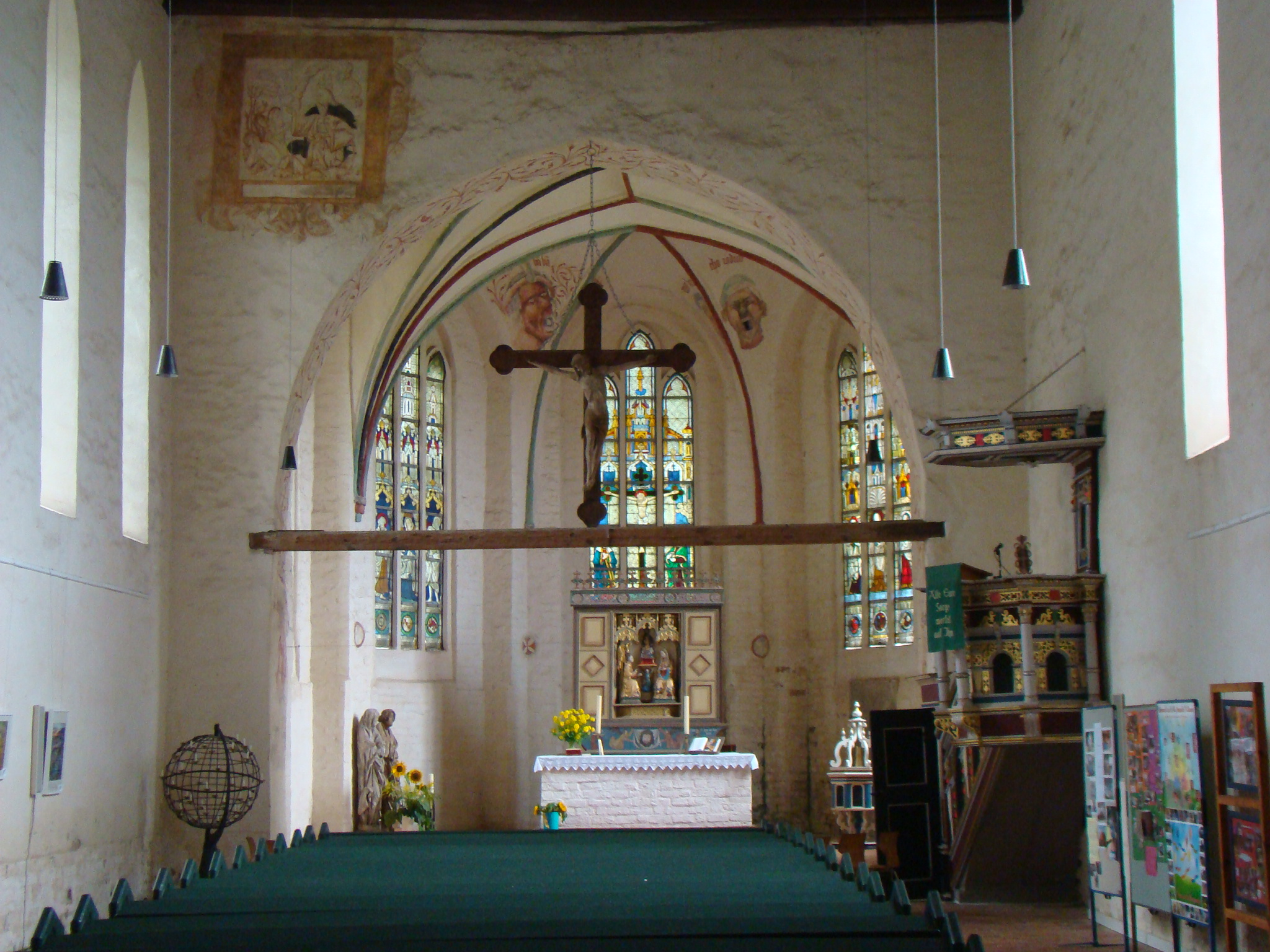
Blick zum Chor mit historischen Glasfenstern

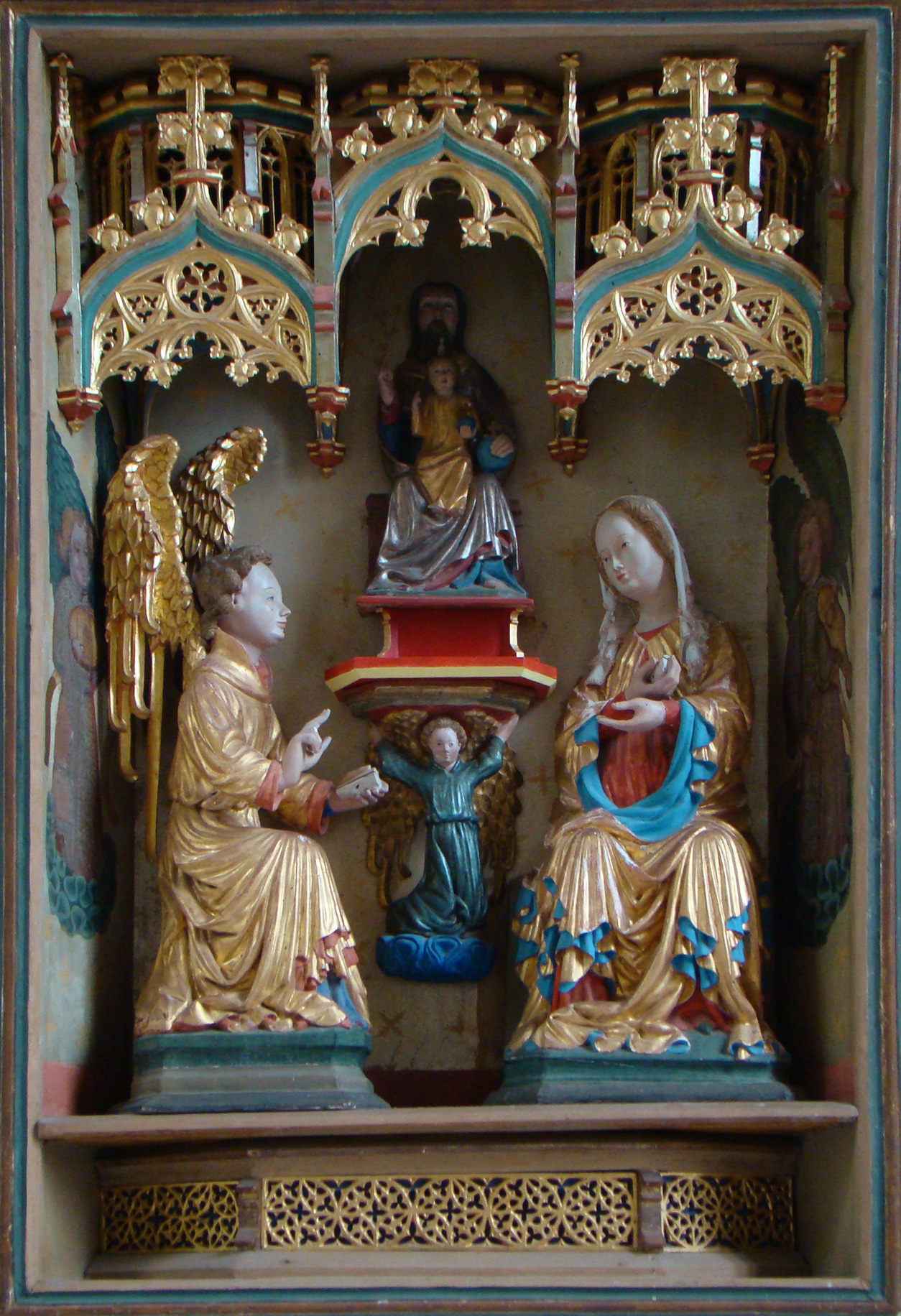
Mittelschrein des Altars um 1420

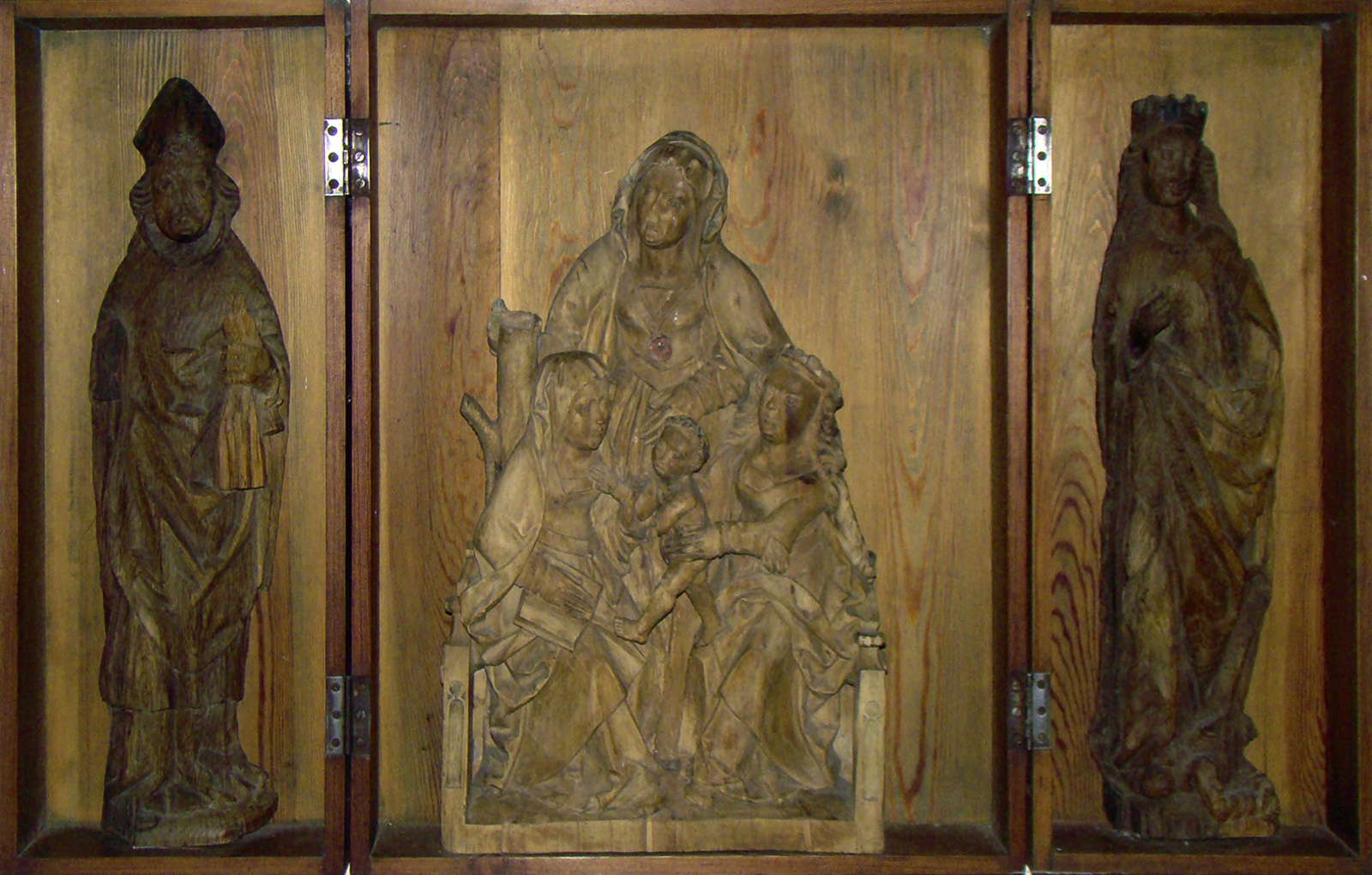
Reste eines Schnitzaltars aus dem 16. Jhd.

Die Klosterkirche in Verchen, einer Gemeinde im Landkreis Mecklenburgische Seenplatte in Mecklenburg-Vorpommern, geht auf das ehemalige Kloster Verchen zurück, das an dieser Stelle vom 13. bis zum 16. Jahrhundert bestand. Zu den bedeutendsten Kunstschätzen der Kirche zählen vor allem die Bleiglasfenster im Chor, außerdem haben sich die Überreste mehrerer Altäre des 15. und 16. Jahrhunderts in der Kirche erhalten.

## Baugeschichte und Architektur
Mit dem Bau der Kirche wurde nach dem Umzug des Klosters nach Verchen im Jahr 1269 begonnen. Den Kern der Kirche bildet ein rechteckiger Backsteinbau mit Flachdecke und schlanken Spitzbogenfenstern, die an der Südseite zu Dreiergruppen, an der Nordseite gereiht oder zu Zweiergruppen angeordnet sind. Im 15. Jahrhundert wurde die Kirche um den fünfseitigen nach Osten ausgerichteten Chor sowie um den an der Nordseite aufragenden Turm ergänzt, in dessen Untergeschoss eine Seitenkapelle eingerichtet war, die heute als Eingangshalle dient. Die Fassade des Turms wird von mehreren Blenden gegliedert. An der Südseite der Kirche ist eine Sakristei angebaut.

## Ausstattung

### Glas- und Wandmalereien
Zu den bedeutendsten Kunstschätzen der Kirche zählen die Glasmalereien aus dem späten 15. Jahrhundert in drei Chorfenstern. Diese zählen zu den ältesten erhaltenen Glasmalereien in Mecklenburg-Vorpommern und zeigen in der mittleren Fenstergruppe eine Kreuzigungsgruppe, in der südöstlichen Fenstergruppe eine Anna selbdritt zwischen Petrus und Paulus sowie nach Nordosten eine Madonna zwischen Christophorus und Johannes Baptist. Im unteren Bereich des südöstlichen Chorfensters sind drei Wappen regionaler Adelsfamilien angebracht, von denen sich die Wappen der Maltzahn (Mitte) und der Hahn (rechts) identifizieren lassen. Inschriften am unteren Rand des Nordostfensters erinnern an eine Restaurierung im 19. Jahrhundert und an die Beteiligung verschiedener Förderer.

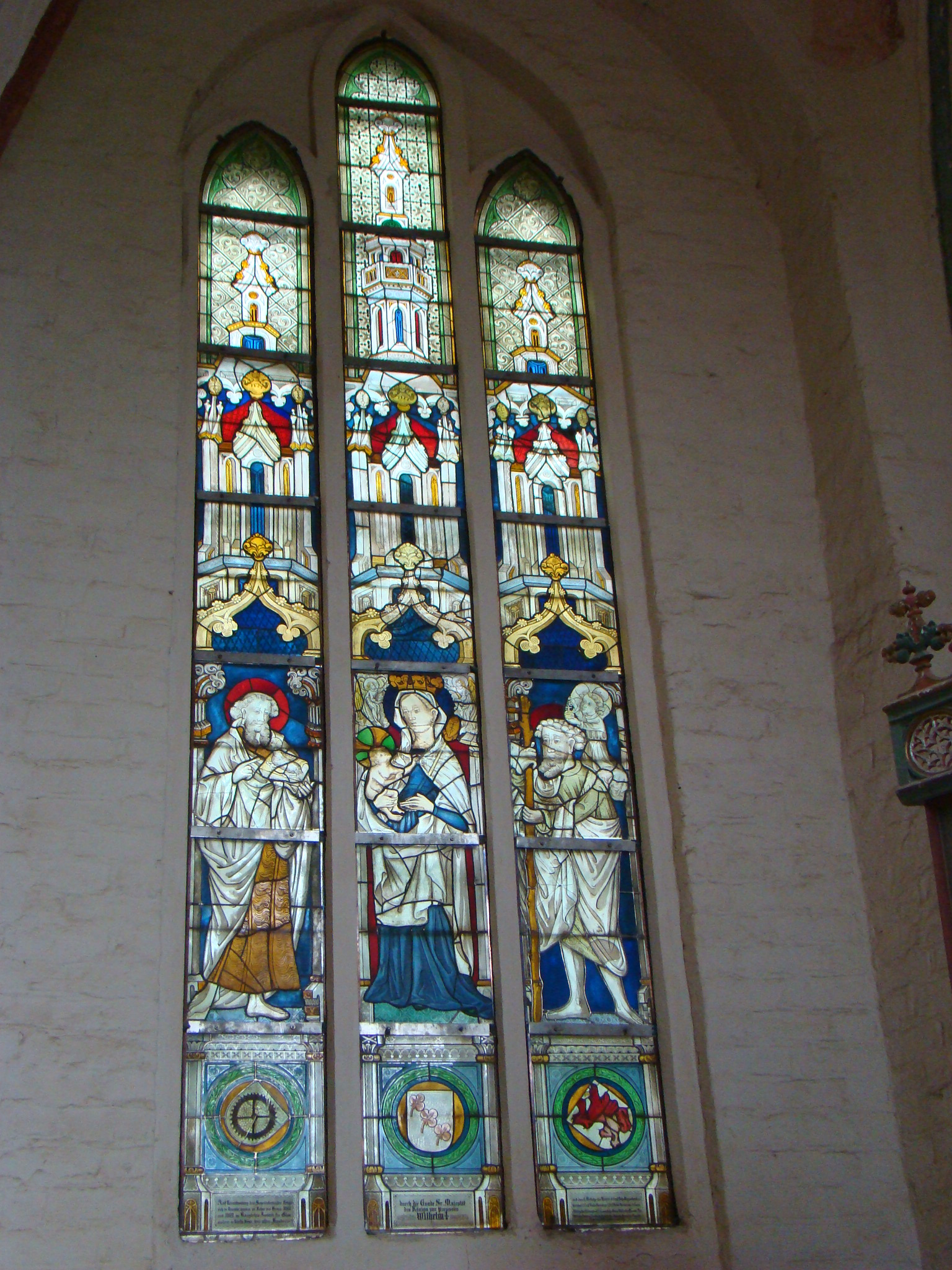
Madonna mit Christophorus und Johannes Baptist (Nordostfenster)
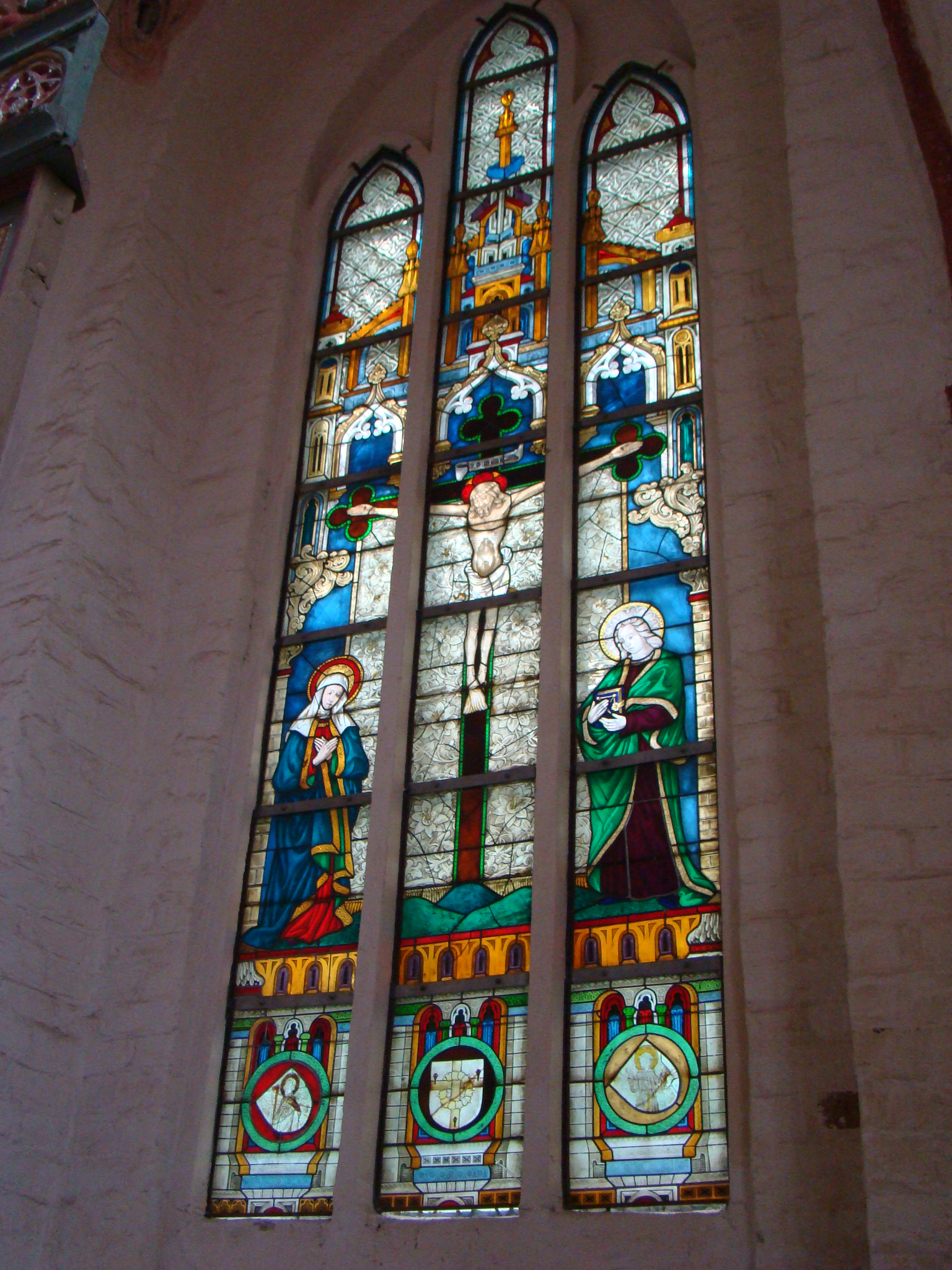
Der Gekreuzigte mit Maria und Johannes (Ostfenster)
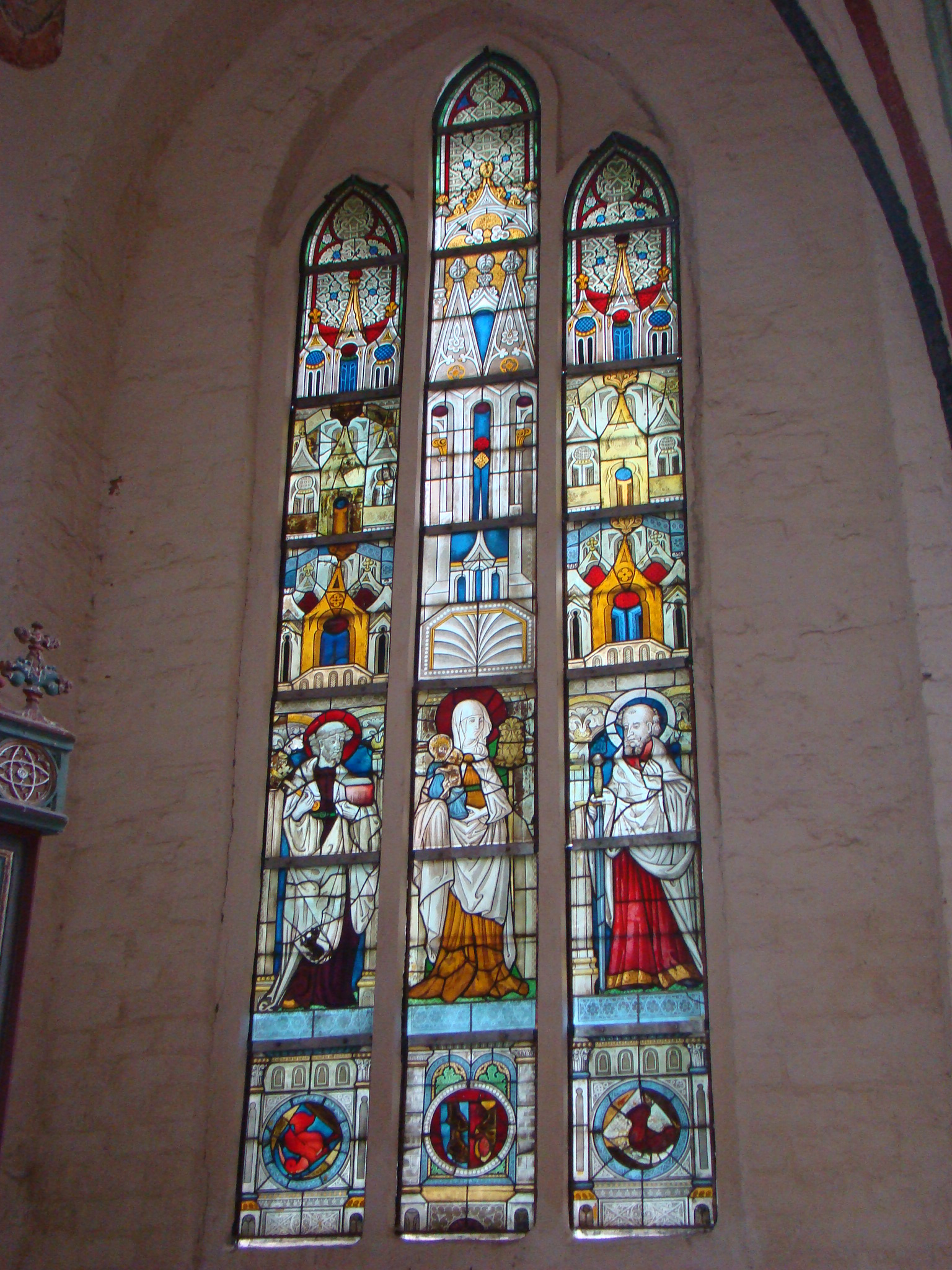
Anna selbdritt mit Petrus und Paulus (Südostfenster)

An den Wänden des Langhauses sowie im Chorgewölbe haben sich verschiedene Malereien aus dem 15. Jahrhundert erhalten. Neben szenischen Darstellungen (im Langhaus teilweise verdeckt) fallen vor allem die außergewöhnlichen Drolerien mit farbigen Fratzenköpfen im Chorgewölbe auf.

### Altäre und Figuren
Der Aufsatz des Altars im Chor besteht aus dem Mittelschrein eines Schnitzaltars aus der Zeit um 1420 mit einer farbig gefassten Verkündigungsszene und einer Darstellung der Dreifaltigkeit auf Engelspodest, darüber ein Maßwerkkamm desselben Alters. Die bemalte Predella mit Schweißtuch der Veronika, gehalten von Engeln und flankiert von Petrus und Paulus, stammt aus der Zeit um 1500.
In der Turmkapelle werden außerdem die Überreste eines weiteren Schnitzaltars mit verschiedenen Heiligenfiguren vom Anfang des 16. Jahrhunderts ausgestellt. Das im Chorbogen aufgehängte hölzerne Kruzifix sowie drei große Schnitzfiguren (trauernder Johannes sowie Maria und nochmals Johannes) stammen ebenfalls noch aus dem 15. Jahrhundert.

### Sonstige Ausstattung
Die farbig gefasste Kanzel mit reichem Schnitzdekor stammt aus der Mitte des 17. Jahrhunderts. Die Orgel auf der im hinteren Teil des Langhauses eingezogenen Empore wurde 1881 von Barnim Grüneberg in Stettin gefertigt. Sie umfasst acht Register auf einem Manual und Pedal.
Die Kirche ist im Besitz von drei historischen Glocken, die 1460, 1619 von Dietrich Lamprecht und 1740 von Michael Begun in Friedland gegossen wurden. Zum Kirchenschatz zählen ferner verschiedene liturgische Geräte aus Silber und Zinn aus dem 15. bis 18. Jahrhundert.